# Policijski radio
Policijski radio je komunikacijski radijski sistem, ki ga  organi pregona uporabljajo po vsem svetu.
Številni taki sistemi so šifrirani, da prisluškovalcem preprečijo poslušanje oziroma prisluškovanje.

## Prenosni radijski sprejemniki
Velika večina gospodarsko razvitih držav ima policijske službe, ki imajo dostop do take opreme; tudi v večini držav imajo policijski avto komplete, ki so namenjeni sprejemanju klicev iz nadzorne sobe in odzivanju. Obstajajo tudi majhni osebni radijski sprejemniki, ki omogočajo vsakemu policistu, da ga nosijo, pa tudi velika osrednja soba na policijska postaja, ki usmerja osebje na lokacije izrednih dogodkov. Prenosni policijski sprejemniki so se prvič pojavili v Britanski policiji leta 1969.

## Razdelitev po državah

### Nemčija
V Nemčiji je zasebnim državljanom prepovedano poslušati policijski radio, četudi nenamerno. Posamezniki so lahko kaznovani z do dvema letoma zaporne kazni ali z visoko denarno kaznijo.

### Norveška
Na Norveškem je bilo zakonito da zasebniki poslušajo policijski radio, na spletu so bili na voljo celo tokovi. Potem ko je Norveška preklopila na "Nødnett", policijskega radia ni več mogoče poslušati.

### Združeno kraljestvo
Policijski radio je v začetku tridesetih let dvajsetega stoletja večinoma uvedel stotnik Athelstan Popkess iz mestne policije Nottingham,  s preskusi, ki so se začeli leta 1931, in rezultati, objavljeni v seriji člankov 1933–1934.  Zanimivo je, da so ti eksperimenti ugotovili, da je brezžična telegrafija boljša od brezžične telefonije zaradi boljšega signala, manj možnosti prestrezanja in tako hitrega pošiljanja in prejemanja s strani Morsejevih strokovnjakov.
Popkess je to uporabo policijskih radijskih postaj združil s sočasnim razvojem povečane uporabe policijskih avtomobilov za patruljiranje in izjavil, da "prave mobilnosti ne more biti, če [mehanizacija in komunikacija] nista tesno povezana in je vsaka tako učinkovita, kot jo lahko dosežemo" . 
Po zakonu o brezžični telegrafiji iz leta 2006 je v Veliki Britaniji poslušati policijski radio ilegalno.   Prehod z odprtega analognega na šifrirani digitalni sistem Airwave v Veliki Britaniji je praktično onemogočil samo poslušanje policijskega radia.

### ZDA
Državne patrulje v ZDA, okrožja šerifske pisarne in občinske policijske službe pogosto vzporedno vodijo lastne sisteme in predstavljajo težave interoperabilnosti. FCC tem subjektom dodeli licence v dodelitvah spektra za javno varnost (PP in PX). Sem spadajo razporeditve v spodnjem delu VHF spektra (približno 39–45 MHz), ki so zelo dovzetne za motnje Sporadic E, vendar jih še vedno uporabljajo državne patrulje; VHF "hi-band", od 150–160 MHz; in različne UHF pasove. Številni sistemi še vedno uporabljajo običajne prenose FM za večino prometa; drugi so trunking analogni ali digitalni sistemi. V zadnjem času je prišlo do premika k digitalnim trunking sistemom, zlasti tistim, ki temeljijo na formatu standarda za javno varnost Projekt 25, ki ga je določilo Združenje uradnikov za javno komunikacijsko varnost. Manjšina drugih policijskih radijskih sistemov, največji primer sta Milwaukee Police Department in Pennsylvania State Police, uporabljata nezdružljivo obliko OpenSky. TETRA, standard v mnogih evropskih državah in tudi drugod po svetu, v Združenih državah Amerike praktično ni v uporabi.
V zadnjem času so nekatere države začele upravljati radijske mreže po vsej državi z različno stopnjo sodelovanja policije na ravni okrožij in mest. Nekateri med njimi so:
- Illinois: StarCom21
- Louisiana: brezžično informacijsko omrežje Louisiana (LWIN)
- Michigan: Michiganski komunikacijski sistem za javno varnost (MPSCS)
- Minnesota: ARMER
- Montana: Interoperabilni radijski sistem za javno varnost v državi Montana
- Severna Karolina: VIPER
- Ohio: večagencijski komunikacijski sistem (MARCS)
- Južna Karolina: Palmetto 800
- Wisconsin: WISCOM

V Združenih državah je na splošno zakonito poslušati nešifrirana policijska sporočila. Vendar nekatere države in občine prepovedujejo nošenje sprejemnikov v vozilih.
- Kentucky dovoljuje optične bralnike v vozilih, če je lastnik operater amaterski radio z dovoljenjem FCC.